# Kurzstrecke mit Pierre M. Krause
Kurzstrecke mit Pierre M. Krause ist eine Comedy-Sendung von und mit Pierre M. Krause, die seit 2020 vom SWR ausgestrahlt wird. Außerdem werden alle Folgen auf dem YouTube-Kanal Der Pierre M. Krause Kanal hochgeladen. Bereits seit 2015 gibt es das ähnliche Format Krause kommt.

## Handlung
Pierre M. Krause trifft Prominente, Politiker und andere bekannte Persönlichkeiten in ihrem privaten Umfeld und begleitet sie für mehrere Stunden.

## Produktion
Bisher sind über 140 Episoden in sechs Staffeln erschienen.

## Episoden

### Staffel 1 (2020/21)
1. Tommi Schmitt heizt standesgemäß zum Döni
2. Harald Schmidt schenkt Likörchen aus
3. Hazel Brugger trinkt für Zwei
4. Luke Mockridge offenbart Bettgeschichten
5. Lars Eidinger will sich prügeln
6. Kevin Kühnert raucht verbotenes Zeug
7. Wenn man Varion beim Shoppen begleitet
8. Etienne Gardé von den Rocket Beans und Pierre reden über F*****!
9. Torsten Sträter auf Maß-Mission
10. Helene Bockhorst erzählt uns was vom Pferd
11. Ingo Zamperoni über Trump & amerikanische Klischees
12. Sophie Passmann radikalisiert sich im Pralinenladen
13. Sturmwaffel hat keine Ahnung von Wein
14. Özcan Coşar könnte Bäume ausreißen
15. Louisa Dellert gibt Stoff!

### Staffel 2 (2021)
1. Dunja Hayali geht Gassi und grillt Jens Spahn
2. Anke Engelke verspürt Romantik und verteilt vegane Cookies
3. Micky Beisenherz überrascht Pierre mit Ralf Moeller
4. Sara Nuru roastet nach Tradition
5. Aurel Mertz betrinkt sich im Zoo
6. Till Reiners hat richtig Druck auf der Tube
7. Tim Mälzer brutzelt feines Hodenfett
8. Mai Thi Nguyen-Kim und Pierre werden handgreiflich
9. Abdelkarim ist pappesatt
10. Jeannine Michaelsen verpasst Pierre einen sportlichen Einlauf
11. Olli Schulz beendet seine Sätze mal eben so
12. Benjamin von Stuckrad-Barre möchte ein Spiel spielen
13. Katrin Bauerfeind kriegt es gebacken
14. Olli Dittrich hinter den Kulissen von Dittsche
15. Smudo fliegt
16. Ruth Moschner isst abgelaufene Insekten
17. Martin Klempnow verpasst die Faust aufs Auge
18. Michael Mittermeier ist bei Whisky spirituell
19. Ariane Alter probiert Hundefutter
20. Jörg Pilawa hat nie „Wetten, dass...?“ gesehen
21. Bosse hat Pommes-Zeit
22. Eva Schulz sucht eine Postkarte für Hazel Brugger
23. Olaf Schubert ist sexyer als die Polizei erlaubt

### Staffel 3 (2021/22)
1. Luisa Neubauer hört nicht auf, Eierlikör zu trinken
2. Linda Zervakis is still Lindi from the Block
3. Alligatoah akzeptiert
4. Marteria fischt frische Stiche
5. Danger Dan & Panik Panzer are back in town
6. Motsi Mabuse bittet zum Tanzvergleich
7. Simon Gosejohann vergreift sich im Ton
8. Lisa Feller befreit sich in der Waschanlage
9. Dr. Mark Benecke geht zum Leichen in den Keller
10. Reiner Calmund haut was raus
11. Wolfgang Bosbach träumt von Coldplay
12. Annette Frier kennt alle privat
13. Maren Kroymann schwimmt gerne mit Kraul-Kappen
14. Lena Kupke hält Schweigen aus
15. Kaya Yanar war in seine Lehrerin verknallt
16. Carolin Kebekus kegelt sich einen rein
17. Nico Semsrott hat gelacht
18. Bastian Pastewka sorgt für „Gute Unterhaltung“

### Staffel 4 (2022)
1. Dennis und Benni verlassen ihr World Wide Wohnzimmer
2. Michael Kessler dreht am Rad
3. Cordula Stratmann schlägt auf Friedhöfen die Zeit tot
4. Markus Kavka trocknet nass
5. Jennifer Weist lässt sich nichts ankreiden
6. Emily Cox ist lieber nackt als zu weinen
7. Arabella Kiesbauer ist eine SchlaWienerin
8. Max Mutzke erntet vom Limonadenbaum
9. Kurt Krömer erlebt den schönsten Tag seines Lebens
10. Oliver Pocher nutzt seinen Promistatus aus
11. Sarah Bosetti möchte Pierre heiraten
12. Maxi Gstettenbauer bezwingt Pierre und die Dunkelheit
13. Jan Delay lehnt Duett mit Falco ab
14. Ralf Schmitz hat Ralfinesse und Wortschmitz
15. Jana Ina Zarrella spricht eine Geheimsprache
16. Simon Pearce synchronisiert süße Tiere
17. Philipp Walulis nimmt ab
18. Max Giermann drückt auf die Tube
19. Frank Elstner boxt sich durch
20. Heike Makatsch darf Hugh Grant nicht anspielen
21. Mathias Mester verdankt seinen Kumpels den Ruhm
22. Tahnee bricht sich das Herz
23. Lutz van der Horst lüftet die Geheimnisse des Märchenwaldes
24. Samuel Koch wird Schwere los
25. Mieze Katz auf Outfit-Tour
26. Kai Pflaume macht sich fit!
27. Giulia Becker spielt Kühlschrank-Quartett
28. Johann König braucht das Gipfeltreffen nicht

### Staffel 5 (2023)
1. Ernie und Bert lassen sich auf den Arm nehmen
2. Jasna Fritzi Bauer flucht und klaut
3. Matthias Matschke sammelt Müll und Bilder
4. Atze Schröder spendet 1 von 20 Körpersäften
5. Jo Schück verschwitzt seinen Termin
6. Hugo Egon Balder verwarzt und quarzt
7. Laura Karasek täuscht den Orgasmus vor
8. Florentin Will ordnet die Gesellschaft
9. Barbara Schöneberger gönnt sich was Unvernünftiges
10. Bastian Bielendorfer steigt ins Hundebecken – Teil 1
11. Bastian Bielendorfer lässt sich aus Heimat verbannen – Teil 2
12. Nina Chuba rödelt
13. Die Sportfreunde Stiller entblößen sich untereinander
14. Hans Sigl – Das isch Value – Teil 1
15. Hans Sigl – Auf ein Bord – Teil 2
16. Harald Schmidt will die Widersprüchlichkeiten des Menschseins betonen
17. Michel Abdollahi erntet ausländische Beeren
18. Panagiota liebt ihr Kind kaputt
19. Ina Müller sucht Hobbies – Teil 1
20. Ina Müller hätte gerne Pierres Beine – Teil 2
21. Sebastian Hotz schreibt heimlich Gags für Firmen
22. Laura Wontorra führt uns durch die heiligen Hallen
23. Christian Rach isst ein Gericht, das man am besten kalt serviert
24. Ingmar Stadelmann testet sein Material
25. Negah Amiri verführt Männer mit Star-Wars Lampe
26. Wigald Boning zieht sich in der Öffentlichkeit aus
27. Caren Miosga lässt sich in die Karten schauen
28. Yared Dibaba macht alles platt

### Staffel 6 (2024/25)
1. Jan Köppen ist im grünen Bereich
2. Jan Köppen baut einen
3. Tarkan Bagci entwickelt Podcast mit Krause
4. Ariana Baborie muss Abstriche machen
5. Nelson Müller will in Essen trinken
6. Redaktionsleiter Flo wird entführt
7. Filiz Tasdan ist Turkish Delight
8. Max Giesinger wird von Schach nicht matt
9. Mickie Krause reißt die Hölle ab
10. Birgit Schrowange findet Palma dufte
11. Uwe Ochsenknecht ist auch dabei
12. Nilz Bokelberg kriegt Liebesgrüße aus Italien
13. Jasmina Kuhnke hat viel Scheiße gesehen
14. Richy Müller wird echt gefeiert
15. Christoph Biemann nimmt Krause ins Gebeet
16. Johannes B. Kerner legt sich gemischt gehackt
17. Yasmine M’Barek ist ein Lefti vom Vibe her
18. Louis Klamroth zieht sich diesen Schuh an
19. Steffen Henssler lachst alles weg
20. Steffen Henssler hat Kirmes im Kopf
21. Anja Reschkes Mutter bekommt Post von Söder
22. Eko Fresh hängt mit Karl Marx
23. Tom Beck hat Schläger dabei
24. Tony Bauer lacht über alte Menschen
25. Tony Bauer beweist es uns allen
26. Die besten unerwarteten Gäste
27. Die unangenehmsten Momente
28. Die unsportlichsten Momente
29. Die geilsten Sounds
30. Die besten Lifehacks
31. Die erotischsten Momente

### Best-ofs
1. Pierre M. Krause läuft mit! – Kurzstrecke Best-of 2020
2. Pierre M. Krause läuft weiter! – Kurzstrecke Best-of 2021 – das Beste des ersten Halbjahrs!
3. Pierre M. Krause läuft (und tätowiert) noch weiter! – Kurzstrecke Best-of 2021 – zweites Halbjahr!